# Philip Dybvig
Philip Hallen Dybvig (født 22. maj 1955) er en amerikansk økonom og Boatmen's Bancshares Professor i bankvæsen og finansiering ved Olin Business School på Washington University in St. Louis. I 2022 modtog han sammen med Ben Bernanke og Douglas Diamond Nobelprisen i økonomi for de tre økonomers forskning i "banker og finansielle kriser".

## Forskning
Dybvig har sammen med Douglas Diamond skrevet en af de mest citerede økonomiske forskningsartikler nogensinde, hvor de udviklede det, der er blevet kendt som Diamond-Dybvig-modellen om bankers adfærd. Modellen beskriver bankernes grundlæggende funktion som nogle institutioner, der tager imod kortfristede indlån fra husholdninger og transformere dem til langfristede udlån til eksempelvis virksomheder og boligkøbere. Denne omdannelse af kort- til langfristede lån er nyttig for samfundsøkonomien, men gør samtidig bankerne skrøbelige overfor bankstormløb, hvis indskyderne i banken bliver bekymrede for, om de kan få deres penge og derfor i stor stil ønsker at hæve deres indlån på samme tid. Det kan skabe en selvopfyldende profeti og medføre også sunde bankers fallit. Sådanne fænomener kan være med til at forklare finanskrisers opståen og spredning. Viden om disse mekanismer kan omvendt også bruges til at forebygge fremtidige finanskriser via makroprudentiel regulering.